# Bəcirəvan (Bərdə)
Bəcirəvan è un comune dell'Azerbaigian situato nel distretto di Bərdə. Conta una popolazione di 1 356 abitanti.